# Tadeusz Sadura
Tadeusz Juliusz Sadura (ur. 20 stycznia 1936 w Kowlu, zm. 14 marca 2008) – polski kolejarz i polityk, poseł na Sejm PRL VIII kadencji.

## Życiorys
Uzyskał wykształcenie zasadnicze zawodowe. Maszynista Polskich Kolei Państwowych w Skarżysku-Kamiennej. Działacz Związku Młodzieży Polskiej, m.in. przewodniczący zarządu zakładowego. W 1955 wstąpił do Polskiej Zjednoczonej Partii Robotniczej. Przez trzy kadencje był I sekretarzem oddziałowej organizacji partyjnej, pełnił także funkcje członka komitetu zakładowego, miejskiego i wojewódzkiego PZPR. Był delegatem na VIII Zjazd partii. W latach 1980–1985 pełnił mandat posła na Sejm PRL VIII kadencji w okręgu Skarżysko-Kamienna. Zasiadał w Komisji Handlu Zagranicznego, Komisji Komunikacji i Łączności oraz w Komisji Współpracy Gospodarczej z Zagranicą i Gospodarki Morskiej.
Otrzymał Brązowy i Srebrny Krzyż Zasługi. 21 listopada 2007 w Urzędzie Stanu Cywilnego w Skarżysku-Kamiennej otrzymał wraz z żoną Henryką od prezydenta miasta Romana Wojcieszka medal Prezydenta RP za długotrwałe pożycie małżeńskie (złote gody).
Pochowany na cmentarzu komunalnym w Skarżysku-Kamiennej.